# Château de Blagny
Le château de Blagny est un château du XVIIIe siècle construit sur une base antérieure situé à Blagny-sur-Vingeanne en Côte-d'Or, en Bourgogne-Franche-Comté.

## Localisation
Le château est implanté 2 rue du Château en bordure sud-est du village de Blagny-sur-Vingeanne, près du canal entre Champagne et Bourgogne.

## Historique
Ancienne dépendance de l'abbaye de Bèze et propriété de la famille de Saulx en 1607, l’ancien château est détruit par les mercenaires de Matthias Gallas qui saccagent le village à plusieurs reprises pendant la guerre de Trente Ans (1618-1648). Le château actuel est reconstruit avant 1782, date d'un plan terrier conforme au plan actuel déposé aux [[archives départementales de la Côte-d'Or|archives départementales de la Côte-d'Or[réf. souhaitée]]].
La réalisation du canal alors dénommé de la Marne à la Saône a amputé une partie du parc au début des années 1900.
Le château, les façades et toitures des communs et les grilles sont inscrits au titre des monuments historiques par arrêté du 28 juillet 1988.

## Architecture
Les bâtiments occupent trois côtés d'une cour rectangulaire ouverte sur la rue par un portail en fer forgé. Le logis, dans l'axe du portail, comprend un rez-de-chaussée de plain-pied et un étage de comble. Le corps central est à trois travées en avancée. avec façades antérieure et postérieure décorées de faux bossages continus en table. Les communs sont situés de part et d'autre de la cour. En bordure de rue on note un colombier de plan carré et dans l'angle postérieur gauche de la cour un puits à margelle ronde et superstructure à poulie en fer forgé[réf. souhaitée].

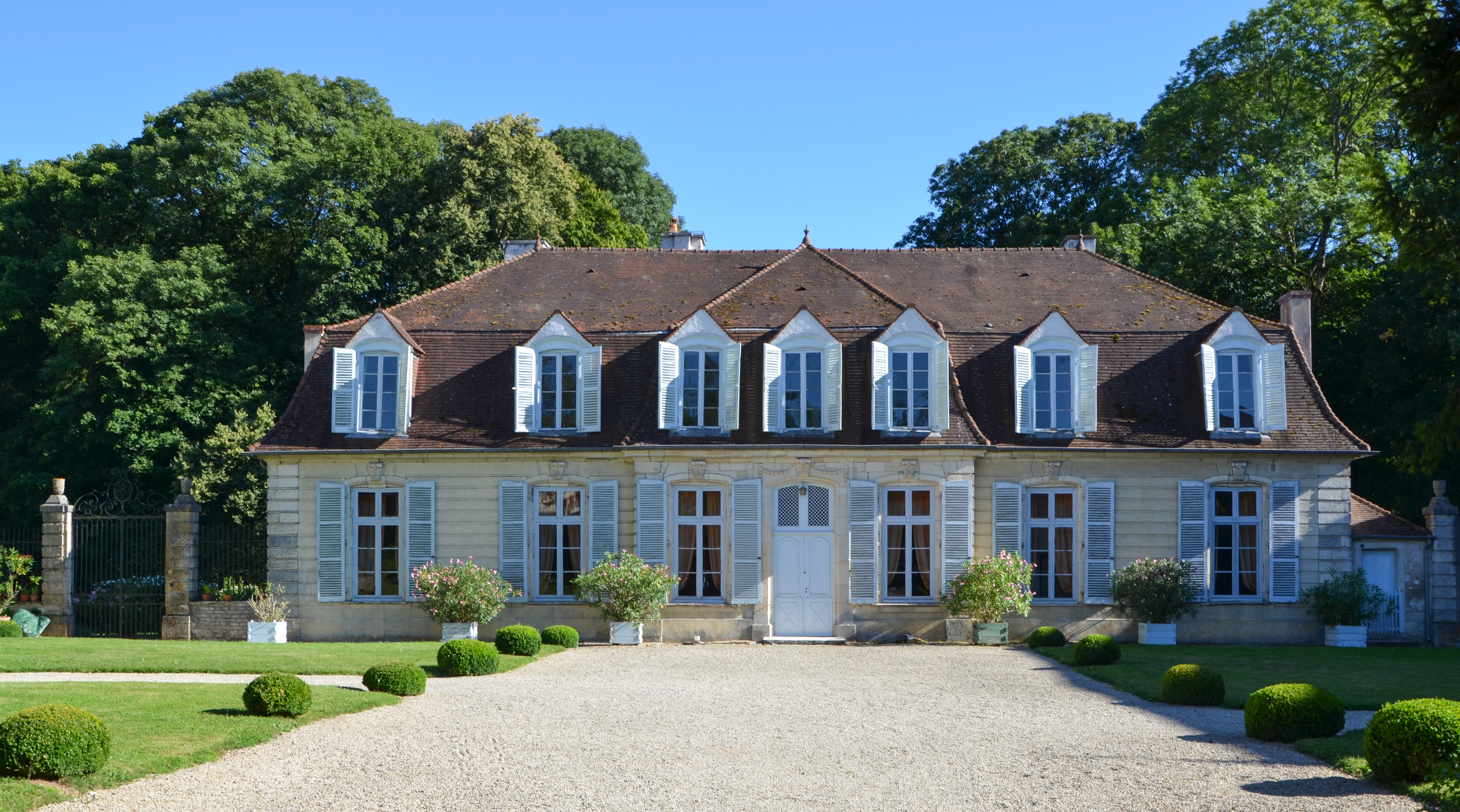
Le pavillon central
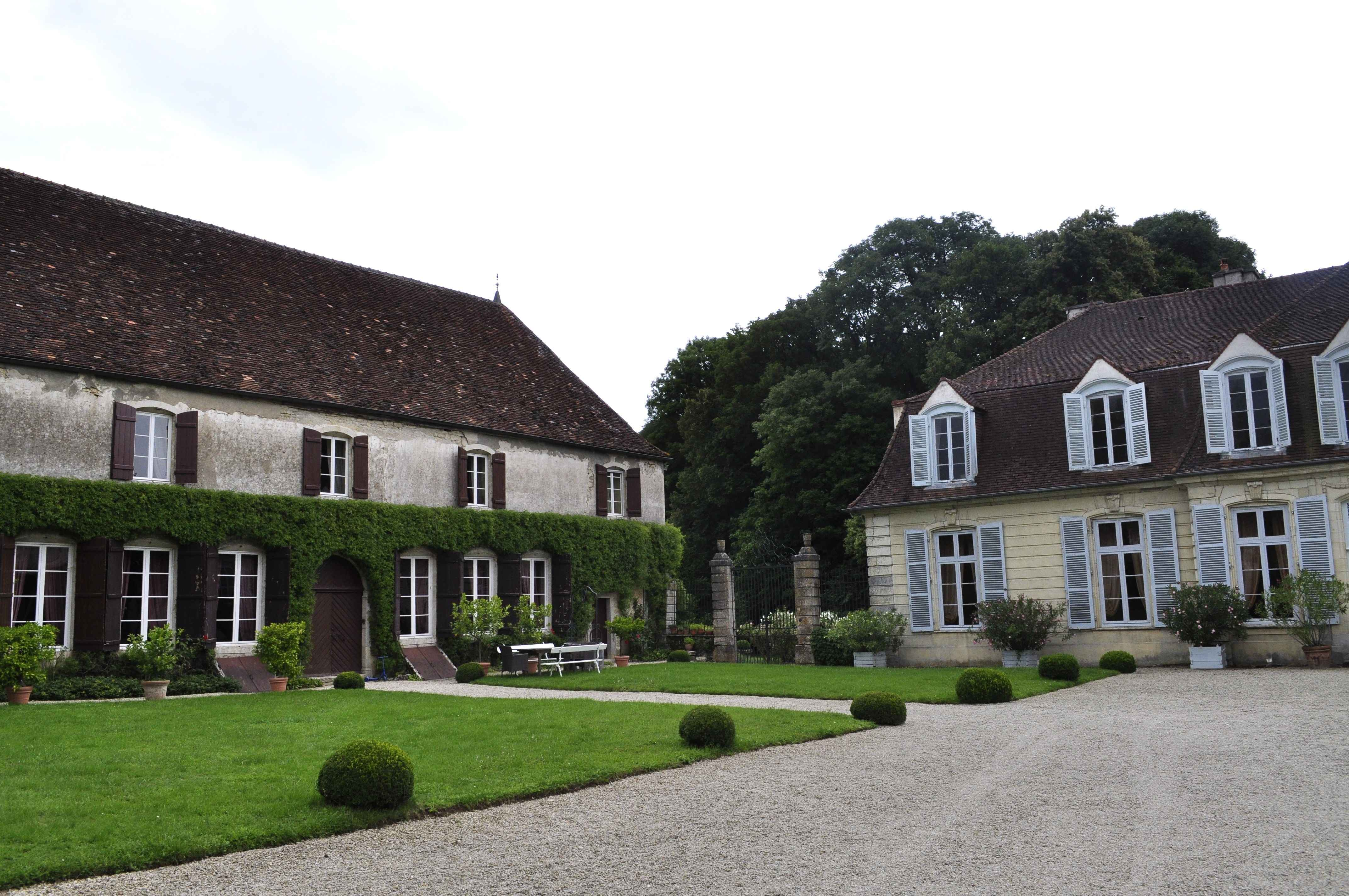
Un des deux communs